# 백만달러 대소동
백만달러 대소동(Million Dollar Mystery)은 미국에서 제작된 리처드 플레이셔 감독의 1987년 코미디 영화이다. 에디 디즌 등이 주연으로 출연하였다.
스턴트맨 다 로빈슨은 1986년 11월 21일 절벽에서 오토바이를 타며 스턴트일을 하다가 사망했다.

## 출연

### 주연
- 에디 디즌
- 맥 드라이든
- 더글러스 에머슨

### 조연
- 토니 페레
- H.B. 해거티
- 리치 홀
- 라게나 하트
- 다니엘 맥도날드
- 게일 닐리
- 릭 오버튼
- 톰 보슬리
- 케빈 폴락
- 밥 쇼트
- 크리스토퍼 캐리
- 피터 피토프스키
- 그렉 트라비스

## 제작진
- 미술: 잭 G. 테일러 주니어